# Segismundo Toxicómano
Segismundo Toxicómano (sovint abreviat com Segismundo o Segis) és un grup musical basc d'estil punk que es va formar l'octubre del 1997 a Vitòria sota les influències de grups bascs com Rip, Cicatriz i La Polla Records, tot i que també tenien influències del punk anglès del 1977 on destacaven grups com Peter & the Test Tube Babies, Cockney Rejects o Cock Sparrer.
La ideologia dels seus membres es basa en la lluita contra l'Estat de dret, des del punt de vista polític, policial, i judicial entre d'altres. També es posicionen contra el capitalisme, l'exèrcit, el que consideren consumisme i hipocresia en la societat, entre d'altres.
Després d'alguns concerts van decidir gravar en un estudi i plasmar aquelles cançons que fins llavors començaven a ser famoses a Vitòria. El primer disc va tenir molt èxit i, segons el Diario Vasco, era el millor disc punk de l'any 1998. L'èxit va arribar no només després dels premis obtinguts sinó també després de les 5000 còpies venudes.
Al desembre del 1999 van tancar-se de nou a l'estudi, amb els mateixos col·laborados del primer disc. El títol d'aquest segon treball va ser "Mundo Tóxico", amb cançons com "Realidad", "Pobredumbre", i "Ratero" entre d'altres. Aquestes cançons s'han convertit en himnes del punk de l'Estat espanyol. Aquest segon treball va superar en vendes al seu predecessor.
El grup va seguir la seva línia i va fer una considerable quantitat de concerts.
A l'estiu de l'any 2001 la banda va tornar a l'estudi. Aquesta vegada als estudis "Gárate". Van gravar el disc "1, 2, 3, fuego". Amb cançons com "Las drogas", "Niños con armas", o "Euskadi" (una versió de la cançó anglesa "England belongs to me" de Cock Sparrer).
Després del seu pas per "Locomotive Music" van migrar a la discogràfica "Santo Grial Records", amb els quals van editar el seu quart àlbum "Escapa!", amb 14 pistes gravades de nou als estudis Gárate. Aquest disc consta de cançons com "Mi vida", "Patrones", o "El narco".

## Discografia
- 1998: Segismundo Toxicómano
- 2000: Mundo Tóxico
- 2001: 1,2,3,Fuego
- 2004: Escapa
- 2006: Auschwitz'05
- 2007: Balance de Daños
- 2009: Una bala
- 2011: Ke no cunda el pánico
- 2014: ...En Este Infierno
- 2015: Un poco más!!!
- 2015: Ahora o Nunca...

## Components
Als començaments del grup, Segismundo Toxicómano era un quintet, format per un cantant, dos guitarres, un baix i un bateria. Després de la publicació del tercer disc, el cantant, Guillén, va abandonar el grup i va ser substituït per Iosu de Parabellum. Un temps després, Guillén va tornar al grup, però per poc temps, ja que va ser expulsat definitivament. Després d'aquest fet, el baixista, Placi, va assumir la tasca de cantant. Des del quart disc la formació del grup és: 
- Baix i veu : Placi
- Guitarres i cors : Gabi i Peke
- Bateria i cors : Arnaiz